# Тайлор, Теодор
Сэр Теодор Генри Тайлор (англ. Theodore Henry Tylor, 13 мая 1900, Борнвилл, около Бирмингема — 23 октября 1968, Оксфорд) — английский шахматист (мастер), участник ряда крупных международных соревнований, проводившихся на территории Англии, чемпионатов Великобритании (лучший результат — серебряная медаль в 1933 г.), шахматной олимпиады 1930 г. Трехкратный чемпион Великобритании в игре по переписке. Также профессионально играл в бридж.
В русскоязычной шахматной литературе фамилию шахматиста ошибочно переводили как Тейлор или Тэйлор.

## Биография
Родился слепым. Среднее образование получил в колледже для слепых в Вустере (1909 — 1918 гг.). В 1918 году поступил на юридический факультет Оксфордского университета. Был капитаном шахматной команды университета. В 1922 году стал почетным стипендиатом Баллиол-колледжа. Через год окончил университет с отличием, получил степень бакалавра гражданского права и стал преподавать в этом колледже. Преподавал юриспруденцию в Баллиол-колледже в течение более чем сорока лет.
В 1965 году получил рыцарский титул за создание организаций для слепых.
Научился играть в шахматы в возрасте семи лет. Повысил шахматное мастерство во время учебы в колледже для слепых. Во время игры использовал тактильную доску, что, по свидетельству Ботвинника, доставляло ему серьезные неудобства. Кроме того, у Тайлора было специальное приспособление для подсчета сделанных ходов. Ботвинник характеризовал Тайлора как "весьма красноречивого адвоката". «Ещё один англичанин Тейлор, весьма красноречивый адвокат, был слепой (он мучился во время игры: насколько я помню он непрерывно ощупывал во время игры специальные шахматы и, кроме того у него было приспособление для подсчёта ходов» Согласно воспоминаниям Микенаса, специальные приспособления (доска и счётчик) были неудобны и для многих соперников Тайлора. "А в третьем  - в канун Нового года - встретился с английским мастером Тэйлором, который до этого сыграл вничью с Кересом и Файном. Тэйлор, кстати был слепым...и играть с ним на особых шахматах для незрячих было не так просто. Но я сумел освоиться и добился хорошей победы"

## Спортивные результаты
| Год         | Город             | Соревнование                                                                | + | − | = | Результат | Место |
| ----------- | ----------------- | --------------------------------------------------------------------------- | - | - | - | --------- | ----- |
| 1925        | Стратфорд         | Чемпионат Великобритании                                                    |   |   |   |           | 4     |
| 1926        | Уэстон-Сьюпер-Мэр | Международный турнир                                                        | 1 | 5 | 3 | 2½ из 9   | 10    |
| 1929        | Рамсгейт          | Международный турнир (схевенингенская система)                              | 0 | 2 | 5 | 2½ из 7   |       |
| 1929 / 1930 | Гастингс          | Международный турнир (побочный турнир)                                      |   |   |   |           | 1—2   |
| 1930        | Гамбург           | III Олимпиада (сборная Англии, запасной)                                    | 1 | 2 | 4 | 3 из 7    |       |
| 1930 / 1931 | Гастингс          | Международный турнир                                                        | 1 | 4 | 4 | 3 из 9    | 8—9   |
| 1932        | Кембридж          | Международный турнир                                                        | 1 | 2 | 4 | 3 из 7    | 5—6   |
|             | Лондон            | Чемпионат Великобритании                                                    | 6 | 5 | 0 | 6 из 11   | 5—6   |
| 1932 / 1933 | Гастингс          | Международный турнир                                                        | 1 | 5 | 3 | 2½ из 9   | 10    |
| 1933        | Гастингс          | Чемпионат Великобритании                                                    |   |   |   |           | 2     |
| 1933 / 1934 | Гастингс          | Международный турнир                                                        | 2 | 5 | 2 | 3 из 9    | 7—8   |
| 1935 / 1936 | Гастингс          | Международный турнир                                                        | 1 | 4 | 4 | 3 из 9    | 8—9   |
| 1936        | Маргет            | Международный турнир                                                        | 2 | 2 | 5 | 4½ из 9   | 5—6   |
|             | Ноттингем         | Международный турнир                                                        | 2 | 7 | 5 | 4½ из 14  | 12    |
| 1936 / 1937 | Гастингс          | Международный турнир                                                        | 2 | 4 | 3 | 3½ из 9   | 6—7   |
| 1937        | Маргет            | Международный турнир                                                        | 0 | 8 | 1 | 0½ из 9   | 10    |
| 1937 / 1938 | Гастингс          | Международный турнир                                                        | 1 | 4 | 4 | 3 из 9    | 7—8   |
| 1938        | Лондон            | Матч Англия — Нидерланды (против Л. Принса)                                 | 2 | 0 | 0 | 2 из 2    |       |
| 1938 / 1939 | Гастингс          | Международный турнир                                                        | 1 | 6 | 2 | 2 из 9    | 9     |
| 1947        | Бирмингем         | Матч сборная графств Мидленда — Чехословакия (1-я доска, против Л. Пахмана) | 0 | 1 | 1 | 0½ из 2   |       |
| 1948        | Лондон            | Матч Англия — Нидерланды (против К. Влагсмы)                                | 1 | 1 | 0 | 1 из 2    |       |
| 1948 / 1949 | Гастингс          | Международный турнир                                                        | 0 | 5 | 4 | 2 из 9    | 10    |
| 1952        | Лондон            | Матч Англия — Нидерланды (против В. Мюринга)                                | 0 | 2 | 0 | 0 из 2    |       |
| 1952 / 1953 | Гастингс          | Международный турнир                                                        | 1 | 2 | 6 | 4 из 9    | 7     |
| 1953        | Гастингс          | Чемпионат Великобритании (швейцарская система)                              | 3 | 6 | 2 | 4 из 11   | 27—28 |
| 1956        | Пейнтон           | Международный турнир                                                        | 2 | 1 | 4 | 4 из 7    | 3     |
|             |                   | СОРЕВНОВАНИЯ ПО ПЕРЕПИСКЕ                                                   |   |   |   |           |       |
| 1932        |                   | Чемпионат Великобритании по переписке                                       |   |   |   |           | 1     |
| 1933        |                   | Чемпионат Великобритании по переписке                                       |   |   |   |           | 1     |
| 1934        |                   | Чемпионат Великобритании по переписке                                       |   |   |   |           | 1     |